# Agave multifilifera
Agave multifilifera är en sparrisväxtart som beskrevs av Howard Scott Gentry. Agave multifilifera ingår i släktet Agave och familjen sparrisväxter. Inga underarter finns listade i Catalogue of Life.